# Kazuko Utsumi
Kazuko Utsumi (内海和子, Utsumi Kazuko, née le 16 février 1967) est une chanteuse, actrice et idole japonaise des années 1980. Elle apparaît enfant dans plusieurs séries télévisées (drama) entre 1972 et 1980. Elle commence une carrière de chanteuse en 1985 en rejoignant le groupe pop féminin Onyanko Club, sous le numéro « 13 ». Elle débute parallèlement en solo en novembre 1986, et sort quatre singles et un album durant les deux années suivantes, apparaissant également dans deux films et deux drama. Elle se retire  au début des années 1990 et se marie en 1994. Deux compilations de ses anciens titres sortiront dans les années 2000.

## Discographie
Singles
- 1986.11.17 : Aoi Memories (蒼いメモリーズ?)
- 1987.02.25 : Hatachi (二十歳?)
- 1987.05.21 : Mou Kimi no Namae no Yobenai (もう君の名前も呼べない?)
- 1989.07.21 : Kaze wa Endless Story (風はエンドレスストーリー?)

Album
- 1987.3.21 : Lunch Time

Compilation
- 2002.3.19 : MY Kore! Kushon Utsumi Kazuko BEST (MY これ! クション 内海和子・BEST?)
- 2010.5.19 : My Kore! Lite Utsumi Kazuko (Ｍｙこれ! Lite 内海和子?)

## Filmographie
Drama
- Varom 1, 1972
- Ai no Sensei Rainbowman, 1972 – 1973
- Hashire! Kee 100, 1973
- 5nen 3kumi Mahougumi, 1976 – 1977
- Tokusousai Zensen, 1977
- Seibuke Isatsu, 1979
- Kamen Rider 1, 1980

- Otoko ga Nakanai Yoru wa nai, 1987
- Bengoshi Imada Ippai, 1989

Films
- Onyanko The Movie Kiki Ippashi, 1986
- Tsuri Baka Nisshi 4, 1991

## Liens
- (ja) Article sur un site de fan